# Keening

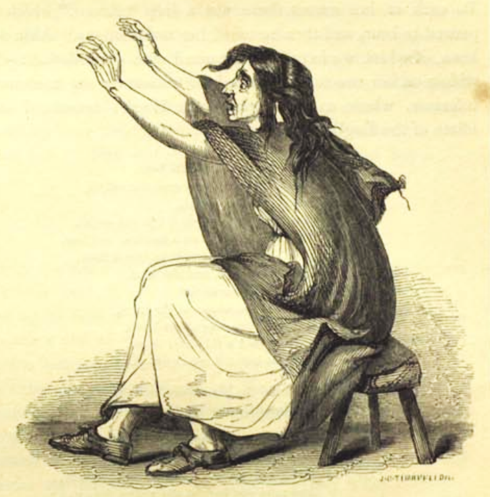
Una mujer keening (i.e., lamentándose) en un velorio en el Condado de Kerry a principios del siglo XIX, representada a partir de los recuerdos de Samuel Carter Hall. Tenía "pello negro y despeinado" y una capa azul, y sostenía las manos sobre el cuerpo y luego las agitaba dramáticamente en el aire "como por una inspiración repentina".

Keening (en irlandés: caoineadh) es una forma tradicional de lamento vocal por los muertos en la tradición celta gaélica, que se sabe que tuvo lugar en Irlanda y Escocia. "Keening," que puede verse como un tipo de canto sean-nós, se ejecutaron en los idiomas de irlandés y gaélico escocés (el equivalente escocés de Keening es conocido como coronach).
Keening estuvo un elemento integral del ritual funerario irlandés formal, pero decayó a partir del siglo XVIII y se extinguió casi por completo a mediados del siglo XX. Solamente unas auténticas canciones fueron grabadas por cantantes tradicionales.

## Etimología
"Keen" como sustantivo o verbo se deriva de término gaélico irlandés y escocés caoineadh ("gritador, llorar"),  y las referencias a "keening" de los siglos VII, VIII y XII son extensas. Es probable que esté relacionado con "couiner" en francés. Palabras similares en español con orígenes compartidos incluyen "chirriar".
En hebreo bíblico, una "Kinah" es un lamento, especialmente cantado por mujeres judías que ejercen como plañideras profesionales. Las "Kinot" ("kinah" en plural) son cánticos fúnebres recitados cada año en Tisha B'Av, el principal día conmemora de la destrucción de los Templos Sagrados de Jerusalén.

## Melodía y letra
La melodía y la letra contar con la repetición de motivos elementales que pueden extenderse o abreviarse. Parece que nunca existió un "texto" de lamento arraigado; se esperaba que el cantante improvisara dependiendo del ambiente. A pesar de que el lamento variaba entre las representaciones, las keeners trabajaban con el mismo canon de motivos, estilos de entonación, y dicción. Keening era rítmicamente libre, lo que significa que es sin compás.
Se cree que las palabras estaban constituidas por elementos poéticos estándar (la enumeración de la genealogía del fallecido, elogios para el fallecido, énfasis en la lamentable condición de los que quedaron atrás, etc.) acompañados de un lamento vocal. Las palabras de lamento se intercalaban con vocablos no léxicos (i.e., sílabas sin sentido).
El canto puede estar formado por tres motivos: el saludo (introducción), el canto fúnebre (verso) y el gol (grito).

## Historia y mitología

### Registro histórico y práctica escénica
En el siglo XII, Giraldus Cambrensis (Gerald de Gales) describió lamentos vocales en los que las plañideras se dividían de dos partes, cantando alternadamente su parte y a veces uniéndose en un coro completo. Las fuentes escritas que describen este estilo de canto aparecen a partir del siglo XVI.
En tiempos antiguos, el bardo de un cacique (asistido por la casa del cacique) ejecutaba la canción funeraria. Más recientemente, se contrataban plañideras femeninas conocidas como keeners para realizar los lamentos. Los dolientes acompañaban a la mujer que lamentaba (bean chaointe), con movimientos físicos que incluían balancearse y arrodillarse. La tradición irlandesa de lamentar sobre el cuerpo durante el cortejo fúnebre y en el site del entierro es distinta del velorio. Además, la práctica de vigilar el difunto, que se lleva a cabo la noche anterior al entierro y puede durar noches múltiples.
La práctica del lamento era "generalmente respetada" en toda Irlanda, sin importar de factores como la clase social, hasta aproximadamente mediados del siglo XVIII.

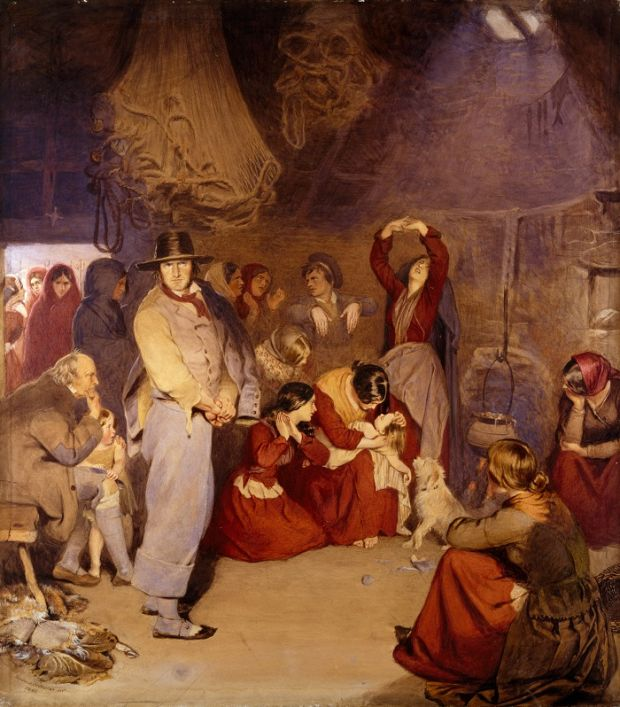
"The Aran Fisherman's Drowned Child" (1851) del pintor irlandés Frederic William Burton, que parece mostrar a mujeres que lamentan por encargo en la entrada.

Aproximadamente en 1791, el anticuario William Beauford (1735–1819)  describió en detalle la práctica del lamento en una ceremonia funeraria tradicional irlandesa y transcribió las melodías que se cantaban.
Samuel Carter Hall describió las tradiciones funerarias irlandesas y las canciones de lamento en su libro de 1841 Irlanda: su paisaje, carácter e historia. Escribió que los dolientes a menudo se balanceaban de un lado a otro y entrelazaban las manos durante la canción de lamento.
El llanto y el canto en lamentación son tan antiguos como los funerales, remontándose a tiempos homéricos, etruscos y bíblicos; keening tiene fuertes paralelismos en el Medio Oriente y en otros lugares. Keening tiene fuertes paralelos en Oriente Medio y otros lugares. Sir Walter Scott comparó el lamento gaélico con el ululatus (i.e., aullido) de los romanos.

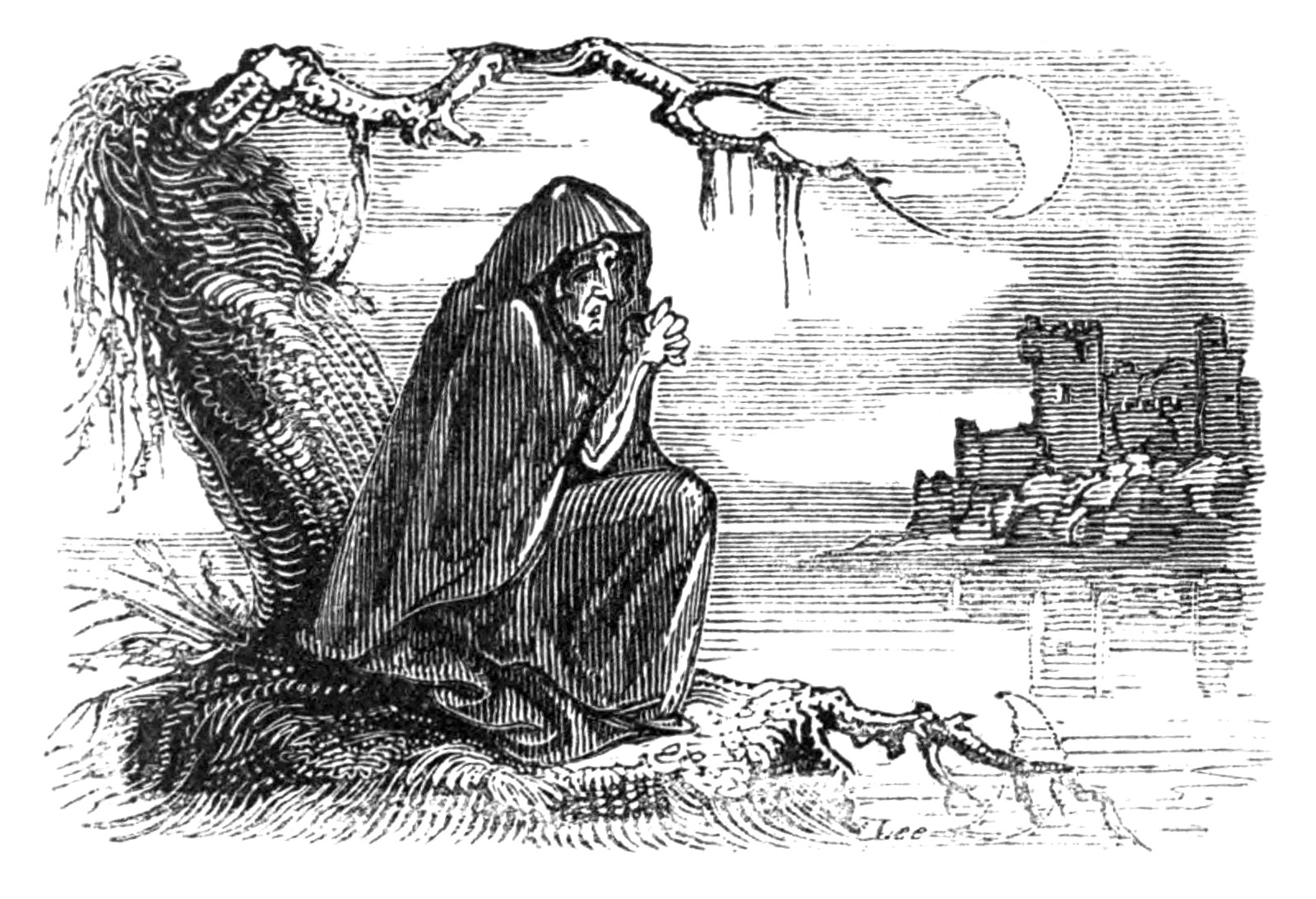
Bunworth Banshee, Leyendas de hadas y tradiciones del sur de Irlanda, de Thomas Crofton Croker, 1825

### Banshees
Según la mitología irlandesa, los lamentos de llanto son cantados por las banshees. Una banshee podía cantar cuando un miembro de la familia moría o estaba a punto de morir, incluso si la persona había fallecido lejos y aún no se había recibido la noticia de su muerte. En esos casos, su llanto sería la primera advertencia que la familia tendría sobre la muerte.
Las mujeres que lamentan han sido descritas como "el complemento estructural (humano) de la banshee".
Se decía que keening en el condado de Kerry era el más parecido al llanto de una banshee.

## Supervivencia en elsigloXX
El lamento auténtico estaba efectivamente extinto a principios del siglo XX. Uno de los asistentes a la Misa de Réquiem de 1905 para el Padre Allan MacDonald (una figura icónica de la literatura gaélica escocesa) en la Iglesia Católica Romana de San Miguel en Eriskay, recordó que fue el último funeral en el que se utilizó la tradición de Keening, o Coronach (el equivalente en gaélico escocés), en las Hébridas, el distintivo archipiélago que forma parte de la actual Escocia.

A principios de la década de 1950, Cití Ní Ghallchóir (Kitty Gallagher) de condado de Donegal, Irlanda, cantó una canción de lamento a Alan Lomax. Se dice que Gallagher aprendió la canción de una anciana. Una grabación de la canción de lamento de Gallagher fue presentado en el álbum Traditional Songs of Ireland (1995) y se puede encontrar en línea. A continuación se presenta la versión de Gallagher con una traducción.
S'airiú, (Palabra para lamentarse – no hay traducción literal)

 Agus a leanbh (Y mi hijo)
Cad a Dhéanfaidh mé? (¿Qué haré?)
Tá tú ar shiúl uaim (Te has ido de mí)
Agus airiú (Y [Interjección, similar a "ah," "ay," o "por qué"])
Agus anuiridh, níl duin ar bith agam (Y me he quedado sola después de un año)
'Es aire (Repeating first line)
Agus mé liom fein (Y estoy solo)
Dá mbeithea go moch agam (Si hubiera llegado temprano)

 Agus och, och, airiú, gan thú, gan thú (Y ay, ay, ah, sin ti, sin ti) 
Seosamh Ó hÉanaí (Joe Heaney) de Carna, Connemara cantó una canción de lamento tradicional que aprendió de su abuela Béib (Bairbre) Uí Mhaoilchiaráin, quien vivió durante el siglo XIX. La grabación está disponible en el sitio web oficial de Joe Heaney. Heaney también fue grabado hablando sobre sus recuerdos de infancia de las mujeres que lamentaban en Connemara y las formas en que han cambiado las tradiciones funerarias desde entonces.
La falta de grabaciones auténticas de canciones de lamento puede deberse a la reticencia de los cantantes a compartir y archivar algo tan íntimo.

## En la cultura popular
La obra de un acto, Riders to the Sea (1904) de John Millington Synge, figura un coro de mujeres de las Islas Aran que estaba en luto por la muerte de sus amados en el mar.
En 1986, los actores Robin Williams y Carol Burnett interpretaron una versión cómica de una canción de lamento en un sketch llamado "The Funeral" como parte del programa Carol, Carl, Whoopi and Robin.